# AMD Ryzen
AMD Ryzen – seria wielordzeniowych procesorów firmy AMD dla komputerów stacjonarnych i laptopów opartych na mikroachitekturze Zen. Wraz z procesorami wprowadzono nowe gniazdo AM4. Pierwsze procesory z tej serii miały premierę 2 marca 2017 roku.

## Historia i opis

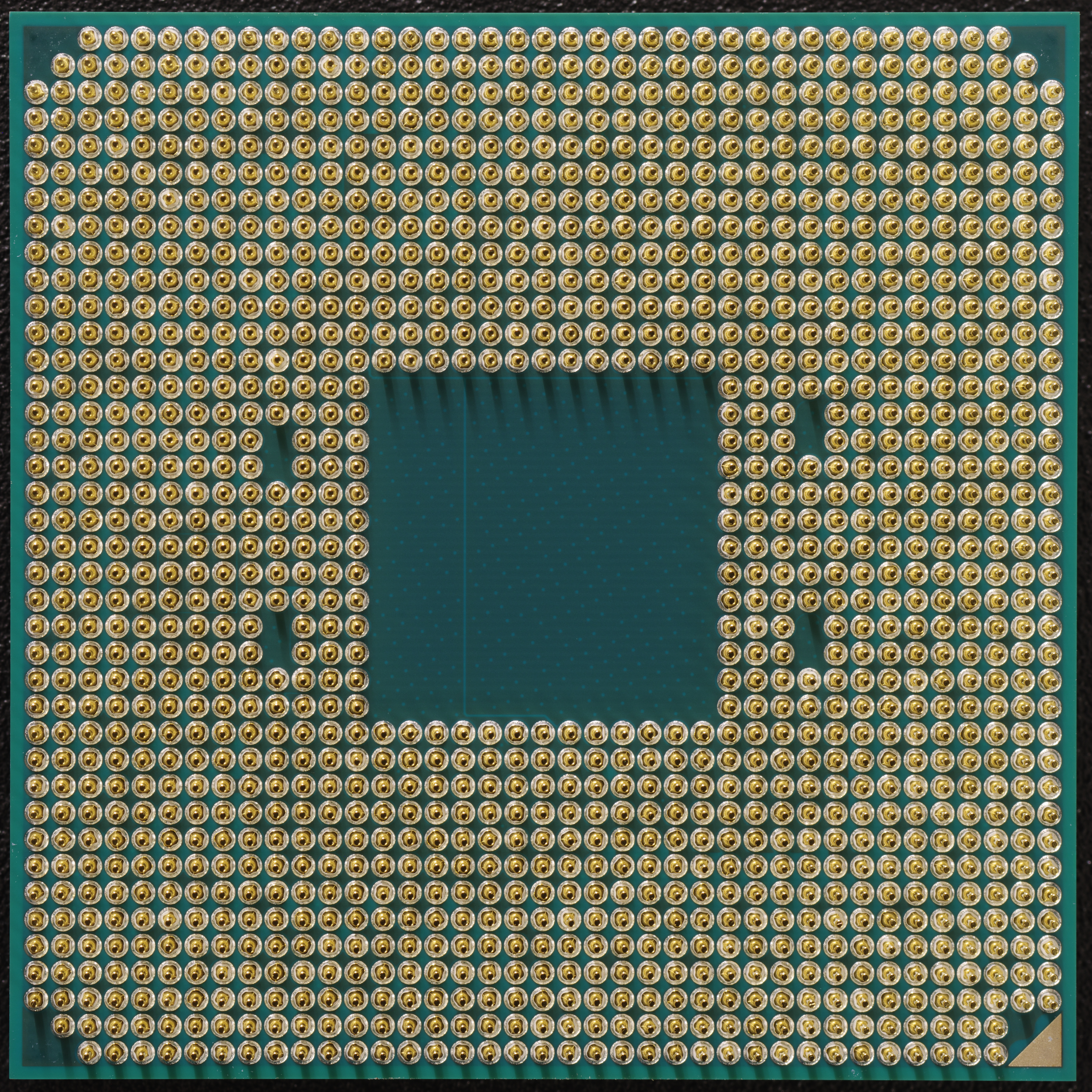
AMD Ryzen 7 3700X "Matisse"

W procesorach Ryzen zastosowano inną koncepcję wielowątkowości niż w rodzinie AMD FX. Zamiast klastrowej wielowątkowości (CMT), w której dwa rdzenie zespolono w moduł dzielący niektóre zasoby i jednostki wykonawcze, w Zen wykorzystano pewną formę SMT, którą wykorzystuje także większość współczesnych procesorów (np. wszystkie układy Intela poza Atomami).
Układ przewidywania skoków w Zen korzysta z mechanizmu perceptronowego jako jednego z elementów pomagających w decyzji. Zastosowanie perceptronu do przewidywania skoków zostało opisane w literaturze naukowej kilkanaście lat temu, ale Zen to pierwszy potwierdzony przypadek użycia sieci neuronowej w praktyce.
Zestaw instrukcji procesorów Ryzen został rozszerzony o przydatne instrukcje znane z procesorów Intela m.in. RDRAND i RDSEED (do generowania liczb losowych), instrukcje przyspieszające szyfrowanie algorytmami wykorzystującymi funkcje SHA oraz tryby ograniczonego dostępu do pamięci SMAP i SMEP. Dodano też kilka nowych instrukcji zaprojektowanych specjalnie dla Zen, dotyczących pamięci podręcznej: jedną można wyczyścić całą linię cache, druga umożliwia łączenie 4-kilobajtowych stron w 32-kilobajtowe. Obie mogą posłużyć głównie do optymalizacji wydajności, o ile oprogramowanie i system operacyjny ich użyją.
Schedulery i jednostki wykonawcze procesorów Ryzen przynoszą następną sporą różnicę względem poprzedników. Mikrooperacje trafiają do sześciu osobnych schedulerów, po jednym dla każdej z czterech jednostek arytmetyki stałoprzecinkowej i dwóch jednostek generowania adresów. Sześć jednostek wykonawczych to podobna ilość jak w procesorach Intela opartych na mikroarchitekturach Haswell i Skylake – te mają jeszcze trzecią jednostkę generowania adresów. Każdy scheduler śledzi 14 instrukcji – w sumie 84 instrukcje, prawie dwa razy więcej niż w procesorach poprzedniej generacji.
W odróżnieniu od jednostek ALU w procesorach Intela w Ryzenach wszystkie są symetryczne – mają takie same możliwości wykonywania instrukcji i nie są wyspecjalizowane.
Procesory AMD Ryzen mogą prowadzić jednocześnie dwa wątki dzięki technice SMT, co jest notabene identyczną techniką jak Hyper-threading w procesorach Intela. Technologia powoduje, że niemal wszystkie zasoby procesora są dostępne dla obu wątków. Technologię SMT można wyłączyć w UEFI niektórych płyt głównych.
12 lutego 2018 roku miała miejsce premiera jednostek Ryzen 3 2200G i Ryzen 5 2400G, które w stosunku do starszych modeli otrzymały zintegrowane układy graficzne (odpowiednio RX Vega 8 i RX Vega 11).
W kwietniu 2018 roku wydano odświeżone jednostki AMD Ryzen oparte na mikroarchitekturze Zen+. Procesory zostały wydane w nowym 12 nanometrowym procesie technologicznym co pozwoliło zwiększyć taktowanie przy jednoczesnym obniżeniu napięcia zasilającego procesor. Ulepszono również układy zarządzające energią i taktowaniem. 
11 czerwca 2019 roku miała miejsce premiera jednostek Ryzen 3 3200G i Ryzen 5 3400G, które zastąpiły w ofercie swoich poprzedników z lutego 2018 roku. Nowe procesory, podobnie jak poprzednicy względem zwykłych modeli posiadają zintegrowany układ graficzny z tym że w porównaniu z poprzednikami zostały oparte na mikroarchitekturze Zen+ w 12 nanometrowym procesie technologicznym.
7 lipca 2019 roku wydano jednostki Ryzen oparte na mikroarchitekturze Zen2, wykonane w 7 nanometrowym procesie technologicznym. Oprócz tego zmiany objęły również m.in. odczuwalne zwiększenie współczynnika IPC, obsługę PCI-Express 4.0, a także znaczne zwiększenie pamięci cache L3.
Przy okazji premiery Ryzenów trzeciej generacji wydano także nową linię Ryzen 9, której model 3900X jako pierwszy procesor konsumencki posiada 12 rdzeni, 25 listopada tego samego roku wydano jeszcze Ryzena 9 3950X, który tym razem otrzymał aż 16 rdzeni
W czerwcu 2020 roku miały premierę jednostki Ryzen 3000 z dopiskiem XT, konkretnie modele 3600XT, 3700XT oraz 3900XT, które są bezpośrednią odpowiedzią na jednostki oparte na mikroarchitekturze Comet Lake od Intela. Zmiany zostały ograniczone do podniesienia taktowania procesorów, niestety nowe procesory otrzymały znacznie wyższe ceny w stosunku do równolegle oferowanych poprzedników.
21 lipca 2020 roku zadebiutowały jednostki Ryzen 4000G czyli jednostki oparte na mikroarchitekturze Zen2, z tym że ze zintegrowanym układem graficznym. Modele występują także w wersji "GE" z TDP obniżonym z 65 na 35 W. W porównaniu do poprzedników 3200G i 3400G znacznie wzrosła wydajność samych jednostek, jednak spadła wbudowanych w nie zintegrowanych kart graficznych.